# 查爾斯頓圍城戰
查爾斯頓圍城戰是美國獨立戰爭後期的一場重要戰役，在此之後，英軍開始利用其戰略優勢橫掃南方的殖民地。這場戰役中，大陸軍損失的人數亦是整場戰爭中最多的。